# Troisième République (Grèce)
Pour les articles homonymes, voir Troisième République et République hellénique.
depuis le 8 décembre 1974 
(50 ans et 3 mois)
Entités précédentes :
- Royaume de Grèce (dictature des colonels)

La Troisième République, officiellement nommée République hellénique (en grec moderne Γ΄ Ελληνική Δημοκρατία), est le régime politique en vigueur en Grèce depuis 1974. Née au moment de la Metapolítefsi (période de transition), elle a succédé à la dictature des colonels (1967-1974) et à la monarchie.

## Chefs d'État
- 1974 - 1974 : Phaedon Gizikis
- 1974 - 1975 : Michaíl Stasinópoulos
- 1975 - 1980 : Konstantinos Tsatsos
- 1980 - 1985 : Konstantínos Karamanlís
- 1985 - 1985 : Ioánnis Alevrás
- 1985 - 1990 : Khristos Sartzetákis
- 1990 - 1995 : Konstantínos Karamanlís
- 1995 - 2005 : Konstantínos Stephanópoulos
- 2005 - 2015 : Károlos Papoúlias
- 2015 - 2020 : Prokópis Pavlópoulos
- 2020 - 2025 : Ekateríni Sakellaropoúlou
- 2025 - : Konstantínos Tasoúlas